# Джейк Вайтман
Джейк Вайтман (англ. Jake Wightman; нар. 11 липня 1994) — британський легкоатлет, який спеціалізується в бігу на середні дистанції.

## Спортивні досягнення
Фіналіст (10-е місце) олімпійських змагань з бігу на 1500 метрів (2021).
Чемпіон світу з бігу на 1500 метрів. Фіналіст (5-е місце) змагань з бігу на 1500 метрів на чемпіонаті світу-2019.
Фіналіст (6-е місце) змагань з бігу на 1500 метрів на чемпіонаті світу в приміщенні (2018).
Бронзовий призер чемпіонату Європи у бігу на 1500 метрів (2022). Фіналіст (7-е місце) змагань з бігу на 1500 метрів на чемпіонаті Європи-2016.
Дворазовий бронзовий призер Ігор Співдружності у бігу на 1500 метрів (2018, 2022). Фіналіст (4-е місце) змагань з бігу на 800 метрів на Іграх Співдружності-2018.
Чемпіон Європи серед юніорів у бігу на 1500 метрів (2013).